# واژگان کارکرد و اندازه شش
لیست اصطلاحات مربوط به اندازه و فعالیت ریه (شش)
اوپنه (Eupnea) - تنفس نرمال
آپنه (Apnea)- توقف تنفس
برادی پنه (Bradypnea) - کند دمی کاهش تعداد تنفس
دیس پنه (shortness of breath / Dyspnea) - تنگی نفس یا احساس زجرتنفسی ویا کوتاهی نفس
هایپراریشن/ هایپراینفلیشن (Hyperaeration/Hyperinflation)- افزایش هوادهی یا افزایش حجم تنفسی
هیپرپنه (Hyperpnea) - تنفس سریع عمیق
هایپرونتیلاسیون (Hyperventilation) - افزایش تهویه تنفسی (کاهش CO2)
هیپوپنه (Hypopnea) - تنفس آرام سطحی
هایپوونتیلاسیون (Hypoventilation) - کاهش تهویه تنفسی (افزایش CO2)
تنفس پرتقلا (Labored breathing) - حضور فیزیکی زجرتنفسی
تاکی پنه (Tachypnea) - تنددمی یا افزایش تعداد تنفس
ارتوپنه (Orthopnea) - نفس نفس زدن درحالت درازکش (که با نشستن یا ایستادن برطرف می‌شود)
پلاتی پنه (Platypnea) - نفس نفس زدن در حالت نشسته یا ایستاده (که با درازکشیدن برطرف می‌شود)
تروپوپنه (Trepopnea) - نفس نفس زدن درحالت خوابیده به پشت (که با خوابیدن به پهلو برطرف می‌شود)
پونوپنه (Ponopnea) - تنفس دردناک